# Трабекула
Трабе́кула (лат. trabecula) — маленький, часто мікроскопічний елемент тканини у формі платівки (перегородки, тяжа). Трабекули утворюють основу (строму) органа. Вони присутні в тканині селезінки і тимусу, кісткової тканини, печеристих і губчастому тілах статевого члена, серці, лімфатичних вузлах тощо.
Як правило, трабекули формуються переважно колагеном сполучної тканини, і в більшості випадків забезпечують механічне зміцнення м'якого паренхіматозного органу (наприклад, селезінки, лімфатичного вузла). Також трабекули можуть бути сформовані кістковою і м'язовою тканиною.

## Інше
Латинський термін trabecula являє собою зменшену форму від лат. trabs («брус», «балка»), буквально — «брусочок», «балочка». У XIX ст. був поширеним також термін trabeculum (перетлумачений як однина від trabecula). У деяких країнах його досі вживають щодо трабекулярної сітки ока, що слід визнати неточним з етимологічного й термінологічного погляду.